# 渡辺圭 (ジャーナリスト)
渡辺 圭（わたなべ けい、女性、1938年〈昭和13年〉 - ）は、日本のジャーナリスト。神奈川県生まれ。1956年慶應義塾女子高等学校卒業。1960年慶應義塾大学法学部政治学科卒業、日本教育テレビ（NET、現・テレビ朝日）入社。報道ディレクターとして文化大革命下の中国やベトナム戦争を取材。1970年フリーとなる。1981年米国ウィスコンシン州ミルウォーキーに移り住む。

## 著書
- 『女ひとりの生き方 『愛』と『仕事』を両立させるために』主婦と生活社　21世紀ブックス、1973
- 『アジアの民と日本人』国書刊行会、1978
- 『レイプ・イン・アメリカ 平和な夜を返せ!』徳間書店、1983
- 『びっくり!この菜食法 肉・魚はやめなさい』主婦と生活社　21世紀ブックス、1984
- 『"愛する女"になれますか "いい男"との出会いのために』大和出版、1986
- 『いまアメリカで何が起っているか』毎日新聞社、1987
- 『ベビーブーマーのアメリカ 「新しい多数派」の生活と意識』日本経済新聞社、1987
- 『「愛しあうふたり」になれますか 結婚までに考えておくべきこと』大和出版、1988
- 『自分を愛せる女はいい恋ができる 自信をもって「私」らしく生きる法』大和出版、1990
- 『自分の幸せは自分が決めよう 今から始めたい、この<クリエイティブ・ライフ>の方法』大和出版、1993
- 『「自分が大好き」になれる生き方 ほんとうの愛と人生はここから始まる』大和出版、1994

## 参考
- 『ベビーブーマーのアメリカ』著者紹介